# ناموافقم
ناموافقم (به انگلیسی: I Disagree) سومین آلبوم استودیویی از خواننده-ترانه‌پرداز آمریکایی پاپی می‌باشد که در ۱۰ ژانویهٔ سال ۲۰۲۰ از سوی سومرین رکوردز منتشر گردید.